# Rodrigo Jiménez de Rada

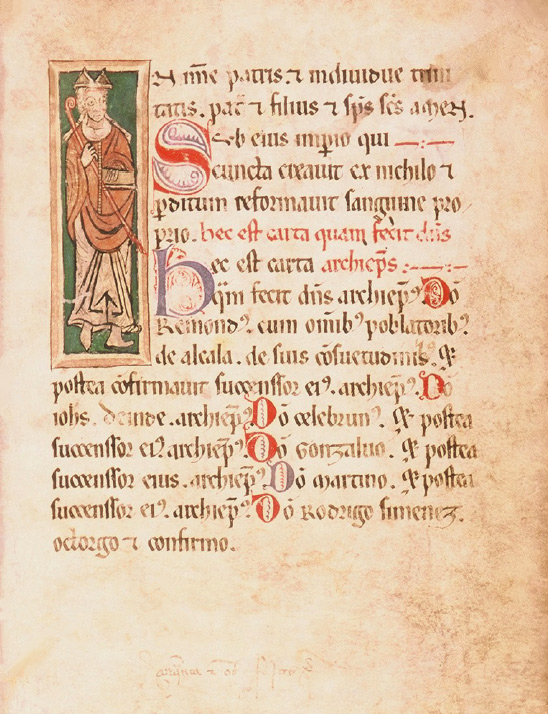
Fuero Viejo extendido de Alcalá de Henares. Promulgado por Rodrigo Jiménez de Rada en 1235.

Rodrigo Jiménez de Rada o Ximénez de Rada o Giménez de Rada (Puente la Reina, 1170 - Lió, Regne de França), 10 de juny de 1247) va ser un eclesiàstic i historiador navarrès. Arquebisbe de Toledo i Primat d'Espanya, va destacar al cultiu de les lletres com a cronista. La seva obra més cèlebre és De rebus Hispaniae, també coneguda com Historia gótica o Crónica del toledano, on es descriu la història d'Espanya des dels seus orígens fins a 1243. Aquesta obra historiogràfica, escrita en llatí, és una de les fonts que Alfons X el Savi va consultar de manera prioritària per compondre la seva Estoria de España.

## Biografia
Es va educar a Bolonya i París, on va adquirir una àmplia cultura. De tornada a Espanya, va ser bisbe d'Osma (1208) i arquebisbe de Toledo (1209). Defensor de la primacia de la seu toledana, va posar la primera pedra de la nova catedral de Toledo d'estil gòtic.
Des de Toledo va influir notablement tant sobre Alfons VIII com sobre Ferran III. Va prendre part en la preparació diplomàtica de la batalla de Las Navas de Tolosa (1212) contra els almohades, on va participar personalment i de la que va ser cronista.
El 1214 el rei li va donar el Castell del Milagro i el seu territori comprès entre el Port de Los Yébenes al port Marchés i d'aquí fins al riu Estena, Abenójar i les gorges del Guadiana, el camp de Arroba i Alcoba, Robledo de Miguel Díaz, el Sotillo de Gutier Suárez, i las Navas de Ancho Semeno. A aquest territori li va agregar el 7 de novembre el Villar de Pulgar.
L'any 1217 va rebre de mans del papa Honori III l'encàrrec d'organitzar la croada de tots els regnes cristians contra els musulmans, en qualitat de legat pontifici. Va fracassar en les seves expedicions contra Càceres (1217) i Requena (1218).
El 1231, estant vassall de Ferran III de Castella, va conquerir amb les seves hosts Quesada i Cazorla. Després de la conquesta de València per Jaume I d'Aragó (1238), va reclamar la jurisdicció de Toledo sobre aquesta ciutat.
Va morir a Lió, de tornada d'un viatge que havia fet per visitar el papa Innocenci IV.